# Закулисье (фильм)
«Закулисье» -  американский научно-фантастический фильм ужасов режиссера Кейна Парсонса в его полнометражном режиссëрском дебюте со сценарием Роберто Патино и Уилла Судика. Фильм основан на одноименной городской легенде и крипипасте, по мотивам которой Парсонс создал веб-сериал «Закулисье» на Youtube.
Выход фильма «Закулисье» в прокат в США запланирован компанией A24 в 2026 году.

## Синопсис
После того, как ее пациент исчезает в странном измерении за пределами реальности, терапевт вынуждена бросить вызов неизвестности, чтобы вернуть его живым.

## В ролях
- Чиветель Эджиофор
- Ренате Реинсве
- Марк Дюпласс
- Финн Беннетт[англ.]
- Лукита Максвелл[англ.]
- Эван Джогиа

## Производство

### Разработка
7 января 2022 Кейн Парсонс стал загружать серию видеороликов под названием «Закулисье» на свой Youtube канал «Kane Pixels»; концепция основана на интернет-легенде/крипипасте Закулисье. В феврале 2023 года было объявлено о совместном производстве фильма компаниями A24, Chernin Entertainment, Atomic Monster и 21 Laps Entertainment, где Парсонс будет режиссером, а Роберто Патино напишет сценарий.
В мае 2025 года Чиветель Эджиофор и Кристин Милиоти начали переговоры об участии в фильме. Эджиофор был утвержден в следующем месяцев, а сделка с Милиоти в итоге сорвалась. Ренате Реинсве была назначена на ее место.  Марк Дюпласс, Финн Беннетт, Лукита Максвелл, Эван Джогиа присоединились к актëрскому составу в июле.

### Съемки
Основные съемки начались 7 июля в Ванкувере, Канада, под рабочим названием «Чучело», оператором выступил Джереми Кокс, и завершились 14 августа 2025 года.

## Выпуск
Фильм «Закулисье» планируется выпустить в США компанией A24 в 2026 году.

## Комментарии
1. ↑  Локальная продюсерская компания

## Внешние ссылки
«Закулисье» (англ.) на сайте Internet Movie Database